# Первомайское (Фёдоровский район, Саратовская область)
Первома́йское (до сентября 1941 года — Гнаденфлю́р или Фло́рское) — село в Фёдоровском муниципальном районе Саратовской области, административный центр сельского поселения Первомайское муниципальное образование. Расположено у истока реки Большой Караман.
Основано немецкими колонистами в 1850 году.
Население — 939 (2010)

## География
Село расположено в Низком Заволжье, в пределах Сыртовой равнины, относящейся к Восточно-Европейской равнине, на реке Большой Караман, при региональной автодороге 63Н-00028 на высоте около 50-60 метров над уровнем моря. Рельеф местности равнинный, слабохолмистый. Почвы тёмно-каштановые солонцеватые и солончаковые.

## История
Предки большинства поселенцев села Гнаденфлюр прибыли из дочерних колоний Поволжья. Большинство жителей были лютеране. Расположено село в степи, население составляло в 1912 году — 1091 человек, в 1926 — 977 человек. Каждый поселенец обязан был на своем участке посадить деревья, так что временами домов из-за деревьев не было видно. Гнаденфлюр был похож на оазис в степи. Село расположилось на левом берегу речушки Большой Караман рядом с прудом, на левом берегу проходила дорога в бригаду № 1, невдалеке была табачная плантация и 33 гектара огорода. Овощи на приусадебных участках не выращивали — все получали с общественного огорода. На плантациях работали большинство женщин. На берегу Большого Карамана построили насосную станцию для поливки огорода и табачной плантации. В 1930-х годах был организован колхоз «Солнечный дом», но он вскоре развалился. После этого был организован колхоз «Коминтерн», МТС, мельница, конюшня и скотный двор. Возле МТС механизаторы построили себе дома. В центре села на площади находились — милиция, церковь, где служил службу пастор Харф Отто (Harff, Otto, Pastor, geb. 23. Juni 1872, ord. 27. Okt./8. Nov. 1896.) и магазины — Зайферта Давыда, Зайферта Карла, Финка Фрица и Финка Карла. В селе было родильное отделение и две школы. В «Конфирмацион» школе учились до 15 лет, в «Синей» школе (она была покрашена в синий цвет) предподавали русский язык. Большинство домов были построены из «самана», и совсем мало из кирпича и леса. Крыши крыли жестью и тёсом, потолки утепляли соломой, а сверху наносили глиняный раствор. В селе было 4 длинные улицы (до километра длиной) вдоль Малого Карамана. Дворы были сделаны так, что дом и все постройки находились под одной крышей. Во дворе обычно находились — помещение для лошадей и скота, потом сараи для телег и сельхозорудий, сенники, в конце двора находились сарай для зерна, площадка для молотьбы зерна и навозные кучи. Напротив дома строилась «летняя кухня» — где всё лето жила семья. Снаружи дома облицовывались глиной и на Троицу белились. В погребах хранились копченое сало и мясо, самодельная колбаса, солонина и мочёные яблоки. Все это продолжалось до 28 августа 1941 — когда Указом Верховного Совета СССР все жители села, как и все немцы АССР Немцев Поволжья были депортированы, и 8 сентября эшелоном № 866 были отправлены со станции Мокроус (сейчас Фёдоровский район Саратовской области) в Сибирь, Алтайский край, Залесовский район. В 1942 году село Гнаденфлюр было переименовано в Первомайское.
В 1935—1941 годах село Гнаденфлюр являлось центром Гнаденфлюрского кантона АССР немцев Поволжья.

## Население
Динамика численности населения
| 1859 | 1883 | 1889 | 1897 | 1904 | 1910 | 1920 | 1922 | 1923 | 1926 | 1931 | 1987  |
| ---- | ---- | ---- | ---- | ---- | ---- | ---- | ---- | ---- | ---- | ---- | ----- |
| 478  | 552  | 609  | 647  | 929  | 1046 | 1199 | 981  | 927  | 1001 | 1807 | ≈1200 |

| 1939 | 1959  | 2002  | 2010 |
| ---- | ----- | ----- | ---- |
| 2479 | ↘1499 | ↘1051 | ↘939 |

## Инфраструктура
Личное подсобное хозяйство с зоной сельскохозяйственного использования, индивидуальная застройка усадебного типа.
Сейчас в селе Первомайское построена школа, но в которой не хватает детей. В селе есть магазины, клуб, детский сад.

## Транспорт
Автобусное сообщение с райцентром. Остановка общественного транспорта «Первомайское». 